# تشارلز في. هاميلتون
تشارلز في. هاميلتون (بالإنجليزية: Charles V. Hamilton)‏ هو عالم سياسة أمريكي، ولد في 19 أكتوبر 1929 في موسكوجي في الولايات المتحدة.